# Programa de Certificação Continuada
O Programa de Certificação Continuada é realizado no Brasil pela ANBID. Procura elevar certificar o nível de capacitação dos profissionais do mercado financeiro brasileiro, que desempenham atividades de comercialização e distribuição de produtos de investimento diretamente junto ao público investidor em agências bancárias, bem como de atendimento ao público investidor em centrais de atendimento tenham conhecimento do mercado. Na realidade segue outras experiências já realizadas em outros países, especialmente nos de maior desenvolvimento do mercado financeiro.
Existem dois níveis:
- Cpa-10
- Cpa-20